# 최민용
최민용(1977년 6월 6일(음력 4월 20일) ~ 
)은 대한민국의 배우이다        
1996년 드라마 《신세대 보고 어른들은 몰라요》로 데뷔했다.

## 2002년 이후 그의 굴곡
그는 2007년 《거침없이 하이킥》 이후 소속사와의 분쟁 등을 이유로 활동을 중단하며, 드라마 《연애의 발견》, 예능 《노다지》, 영화 《창피해》 등에 간간이 출연하였으며 이후 연예계를 떠나 인터넷으로만 근황을 알 수 있게 되었고, 근황의 아이콘이라는 수식어가 붙었다. 이후 2016년 11월 27일 《미스터리 음악쇼 복면가왕》을 통해 방송 활동을 중단한지 약 10년만에 연예계에 다시 복귀하였다.
한편, 2004년 8월 퍼니메이커와 3년 계약을 체결혔으나 일방적으로 드라마 출연을 파기하는 등 전속계약을 파기하자 2005년 12월 7일 퍼니메이커로부터 소송을 당했으며 결국 2006년 11월 6일 퍼니메이커에 2,000만원을 배상했다.
그 뒤, 2006년 8월 제이큐빅과 5년 전속계약을 맺었으나 광고출연 및 활동 지원부족 등의 문제 때문에 다음 해 3월 16일 제이큐빅에 전속계약 해지를 통보했고 이 과정에서 MBC 일일시트콤 《거침없이 하이킥!》 출연료가 가압류되는 수모를 당했다.

## 출연

### 드라마
- 1996년 KBS1 청소년드라마 《신세대 보고 어른들은 몰라요》
- 1997년 MBC 청춘시트콤 《남자 셋 여자 셋》 ... 오병섭[6] 역
- 1997년 MBC 농촌드라마 《전원일기》
- 1997년 KBS2 청소년드라마 《스타트》
- 1997년 SBS 월화드라마 《여자》 ... 오대춘 역
- 1998년 MBC 주간시트콤 《여자 대 여자》 ... 신재준[7] 역
- 1999년 MBC 주간시트콤 《아니 벌써》 ... 인찬동[8] 역
- 1999년 MBC 주간시트콤 《여자 대 여자》 ... 안태장[9] 역
- 1999년 MBC 청춘시트콤 《남자 셋 여자 셋》 ... 성소수 난동자[10] 역
- 1999년 SBS 드라마스페셜 《크리스탈》
- 2000년 MBC 일요아침드라마 《사랑밖엔 난 몰라》
- 2001년 KBS2 월화 미니시리즈 《비단향꽃무》 - 강우혁 역
- 2001년 MBC 청춘시트콤 《뉴 논스톱》
- 2001년 MBC 베스트극장 《사랑은 보이지 않는다》 - 이동민 역
- 2001년 SBS 오픈드라마 남과여 《우리도 같은 꿈을 꾸는걸까?》 - 김준혁 역
- 2002년 KBS 드라마시티 《황금 물고기》 - 최민용 역
- 2002년 MBC 청춘시트콤 《논스톱 3》 - 최민용 역
- 2002년 SBS 대하드라마 《야인시대》 - 시바루 역(6회)
- 2004년 MBC 베스트극장 《잠시만 안녕》 - 이우석 역
- 2004년 SBS 일일시트콤 《혼자가 아니야》 - 최민용 역
- 2006년 MBC 일일시트콤 《거침없이 하이킥!》 - 이민용 역
- 2007년 MBC every1 드라마 《연애의 발견》 - 이강혁 역

### 영화
- 2011년 영화 《창피해》 - 형사 역

### 예능
- 2001년 KBS2 《출발 드림팀》
- 2002년 KBS2 《TV는 사랑을 싣고》
- 2002년 MBC 《강호동의 천생연분》
- 2004년 SBS 《즐겨찾기》
- 2005년 SBS 《일요일이 좋다》
- 2007년 MBC 《공감토크쇼 놀러와》
- 2009년 MBC 《노다지》
- 2016년 MBC 《미스터리 음악쇼 복면가왕》
- 2017년 MBC 《황금어장 라디오스타》
- 2017년 MBC 《미스터리 음악쇼 복면가왕》
- 2017년 MBC 《무한도전》
- 2017년 KBS2 《해피투게더》
- 2017년 JTBC 《냉장고를 부탁해》
- 2017년 MBC 《우리 결혼했어요》
- 2017년 KBS2 《1 대 100》
- 2017년 SBS 《백종원의 푸드트럭》
- 2017년 KBS 조이 《닥터 하우스》
- 2017년 채널A 《이제 만나러 갑니다》
- 2017년 채널A 《나는 몸신이다》
- 2017년 SBS 《런닝맨》
- 2017년 JTBC 《비정상회담》
- 2017년 tvN 《시간을 달리는 남자》
- 2017년 tvN 《편의점을 털어라》
- 2017년 MBC Every1 《시골경찰》
- 2017년 MBC 《오지의 마법사》
- 2018년 JTBC 《차이나는 클라스》
- 2019년~2021 SBS 《불타는 청춘》불타는 청춘 시즌1를 끝으로 하차
- 2020년 채널A《이제 만나러 갑니다》

### CF
- 2003년~2004년 배상면주가 산사춘
- 2007년 빙그레 바나나맛 우유
- 2007년 팔도 비빔면
- 2007년 LG카드
- 2017년 센트룸 (with 예지원)
- 2017년 유니클로
- 2017년 아넷사 UV선스크린

## 수상 및 후보
| 연도 | 시상식                 | 부문                          | 작품             | 결과 |
| ---- | ---------------------- | ----------------------------- | ---------------- | ---- |
| 2002 | MBC 방송연예대상       | 코미디/시트콤부문 남자 우수상 | 논스톱 3         | 수상 |
| 2007 | 제1회 Mnet 20's Choice | 베스트 키스상                 | 거침없이 하이킥! | 수상 |
| 2007 | MBC 방송연예대상       | 코미디/시트콤부문 인기상      | 거침없이 하이킥! | 수상 |
| 2017 | MBC 방송연예대상       | 쇼/시트콤 부문 남자 우수상    | 오지의 마법사    | 후보 |
| 2019 | SBS 연예대상           | 남자 신인상                   | 불타는 청춘      | 수상 |